# Le Perrier

Le Perrier este o comună în departamentul Vendée, Franța. În 2009 avea o populație de 1,847 de locuitori.